# 마크 리 (오스트레일리아의 배우)
마크 리(Mark Lee, 1958년 1월 1일 ~ )는 오스트레일리아의 배우, 영화 프로듀서, 영화 감독, 영화배우, 가수, 모델이다.
시드니에서 태어났다.

## 영화
- 금발의 여인 (2001년)
- 터뷸런스 4 (2000년)
- 무단 경고 (1999년)
- 살인 묵시록 (1995년)
- 사하라 전차대 (1995년)
- 홈 앤 어웨이 (1988년) - 오슨 카딜로 역
- 에버래스팅 시크릿 패밀리 (1988년)
- 갈리폴리 (1981년) - 아취 해밀톤 역